# Stag Island (Nunavut)
Stag Island is een onbewoond eiland in de Jamesbaai op ongeveer zeven km afstand van de kust van Quebec. Het eiland is het zuidelijkste stuk land van het Canadese territorium Nunavut.